# ストリッパー
ストリッパー（stripper）やエキゾチックダンサー（exotic dancer）は、ストリップクラブやストリップ劇場のような成人向けの娯楽施設でストリップを行うことを職業とする人を指す。

## 概要
アメリカ合衆国において、ストリッパーは、バチェラー・パーティーやその他のプライベート・イベントに出演するために雇われる場合もある。
現代のアメリカンスタイルのストリップは、ストリッパーと客との交流を最小限に抑え、パフォーマンスにおける勿体ぶった「じらし」を減らし、脱衣（「ストリップ」）のスピードを優先させている。
すべてのストリッパーがトップレスや全裸で踊ることに抵抗があるわけではないが、一般的に、法律で禁止されていない限り、全裸になることが多い。
どこの施設にもある小道具としてバーレスクポールが（ストリップと）組み合わさったことで、パフォーマンスの重点は、ゆっくりと発展してきたバーレスクスタイルに比べ、よりアクロバティックで露骨な表現へと移行している。
ほとんどのストリッパーはストリップクラブで働いている。一方で、ハウスダンサー（house dancer）は特定のクラブやフランチャイズで働き、フィーチャーダンサー（feature dancer）は自身の名声を確立し、クラブを巡回して出演する傾向がある。エンターテイナー（ダンサー）は、クラブ自体の実際の従業員ではなく、独立した請負業者として出演することが多い。
1970年代まで、西洋文化圏のストリッパーはほとんど常に女性で、男性の観客を相手にパフォーマンスをしていた。その後、男性ストリッパーが一般的になってきた。また、男女のストリッパーの中には、LGBTの観客だけでなく、性別に関係なく全てのバイセクシュアルな観客のためにパフォーマンスを行う者がいる。1970年代以前は、男女を問わず、ダンサーは主にアンダーグラウンドなクラブで活動していたり、劇場での演劇の一部として出演していたが、やがて単独でも（興行が行えるほどに）十分に一般的になってきた。ダンスはルーチンなものを含み、何らかの衣装を着て行うパフォーマンスは通常、全て振り付けがある。
「男性ストリッパー（male stripper）」という用語は、21世紀の書籍では使われなくなった。